# منتخب كوريا الشمالية لكرة الطائرة للسيدات
منتخب كوريا الشمالية الوطني لكرة الطائرة للسيدات هو ممثل كوريا الشمالية الرسمي في المنافسات الدولية في كرة طائرة للسيدات.